# 川﨑いづみ
川﨑 いづみ（かわさき いづみ、1978年 - ）は、日本の脚本家。
東京都出身。東京都立大学人文学部、日本映画学校シナリオ学科卒業。アンドリーム所属。
2003年に『新・夜逃げ屋本舗』（日本テレビ系）で脚本家としてデビュー。　

## 作品

### テレビドラマ
- 新・夜逃げ屋本舗（2003年、日本テレビ）
- 東野圭吾ミステリーズ 「白い凶器」「小さな故意の物語」「二十年目の約束」（2012年、フジテレビ）
- 死刑台の72時間（2013年、NHK BSプレミアム）
- 鼠、江戸を疾る（2014年、NHK総合）
  - 鼠、江戸を疾る2（2016年、NHK総合）
- 55歳からのハローライフ（2014年、NHK総合） - 共同脚本
- ドS刑事（2015年、日本テレビ）
- 地味にスゴイ! 校閲ガール・河野悦子（2016年、日本テレビ）
- 赤ひげ（2017年、NHK BSプレミアム）
  - 赤ひげ2（2019年、NHK BSプレミアム）
  - 赤ひげ3（2020年、NHK BSプレミアム）
  - 赤ひげ4（2022年、NHK BSプレミアム）
- 眠れぬ真珠〜まだ恋してもいいですか?〜（2017年、読売テレビ）
- 福岡恋愛白書13 「キミの世界の向こう側」（2018年、KBCテレビ）
- 静おばあちゃんにおまかせ（2018年、テレビ朝日）
- 大江戸もののけ物語（2020年、NHK BSプレミアム）
- ハルとアオのお弁当箱（2020年、BSテレビ東京）
- ハクタカ 白鷹雨音の捜査ファイル（2021年、テレビ東京）
- 絶対BLになる世界VS絶対BLになりたくない男（2021年、CSテレ朝チャンネル）
- 半径5メートル（2021年、NHK）
- にぶんのいち夫婦（2021年、テレビ東京）
- 部長と社畜の恋はもどかしい（2022年、テレビ東京）
- ユーチューバーに娘はやらん!（2022年、テレビ東京）
- 最果てから、徒歩5分（2022年、BSテレ東）
- 全力で、愛していいかな?（2023年、テレビ東京）
- ながたんと青と-いちかの料理帖-（2023年、WOWOW）
- 隣の男はよく食べる（2023年、テレビ東京）
- テイオーの長い休日（2023年、東海テレビ・フジテレビ）
- さらば、佳き日（2023年、テレビ東京）
- 単身花日（2023年、テレビ朝日）
- 好きなオトコと別れたい（2024年、テレビ東京）
- ひだまりが聴こえる（2024年、テレビ東京）
- 毒恋～毒もすぎれば恋となる～（2024年、TBSテレビ）
- やぶさかではございません（2025年、テレビ東京）

### 配信ドラマ
- 単身花盛り 花の男──片山直哉(2023年、TELASA）
- 絶対BLになる世界VS絶対BLになりたくない男2024（2024年、Lemino)

### 映画
- いらっしゃいませ、患者さま。（2005年） - 共同脚本
- 欲望（2005年） - 共同脚本
- キラー・ヴァージンロード（2009年） - 共同脚本
- 夜明けの街で（2011年）
- 源氏物語 千年の謎（2011年）
- ドクター・デスの遺産-BLACK FILE-（2020年、ワーナー・ブラザース映画）
- ハピネス（2024年（予定）、バンダイナムコフィルムワークス）

### 舞台
- 世界の終わりと始まりと（2011年）

## 書籍

### ノベライズ
- 大江戸もののけ物語（2020年、角川つばさ文庫、絵：渡辺ナベシ）